# ألان هوبسون
ألان هوبسون (بالإنجليزية: Allan Hobson)‏ هو عالم نفس وطبيب نفسي أمريكي، ولد في 3 يونيو 1933 في هارتفورد في الولايات المتحدة.